# Vápenice (okres Uherské Hradiště)
Obec Vápenice se nachází v okrese Uherské Hradiště ve Zlínském kraji. Žije zde 195 obyvatel. Název obce vznikl na základě pojmenování pece na vypalování vápna.

## Historie
První písemná zmínka o obci pochází z roku 1750. Původní obyvatelé pálili vápno v pecích, kterým se říkalo vápenice, tak vzniklo jméno obce. Živili se také dřevorubectvím, zemědělstvím a chovem |dobytka. Až do roku 1900 veškerá půda náležela Světlovskému panství a až po zásahu Dr. Stojana si poddaní mohli od vrchnosti vykoupit pozemky, na kterých stály jejich domy. V roce 1919 se Vápenice oddělily od Starého Hrozenkova, ovšem v roce 1980 byly opět přidruženy. Nakonec se ale v roce 1991 znovu oddělily.

## Pamětihodnosti
- Kaple Panny Marie Bolestné

## Galerie

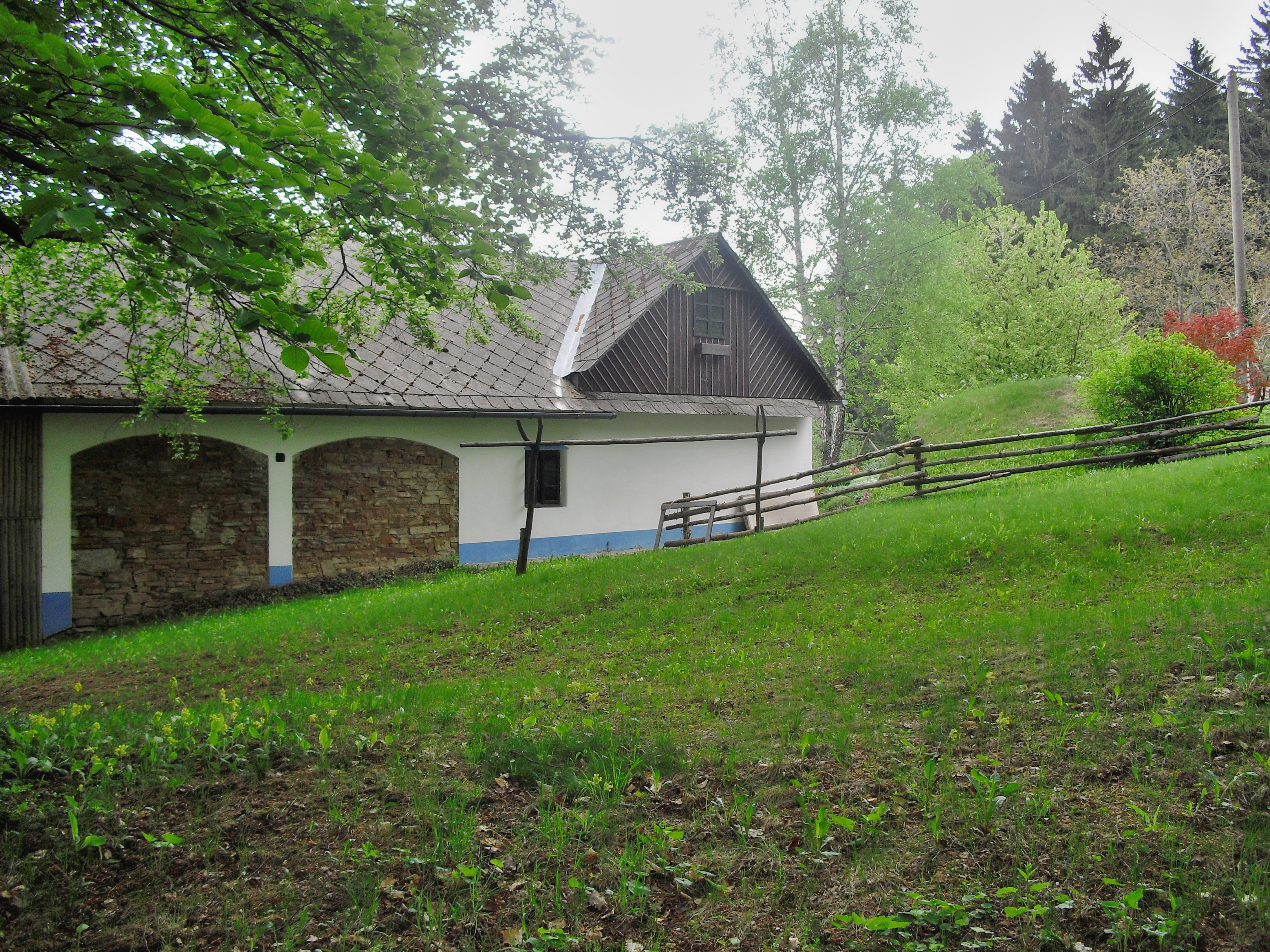
Usedlost č. p. 27
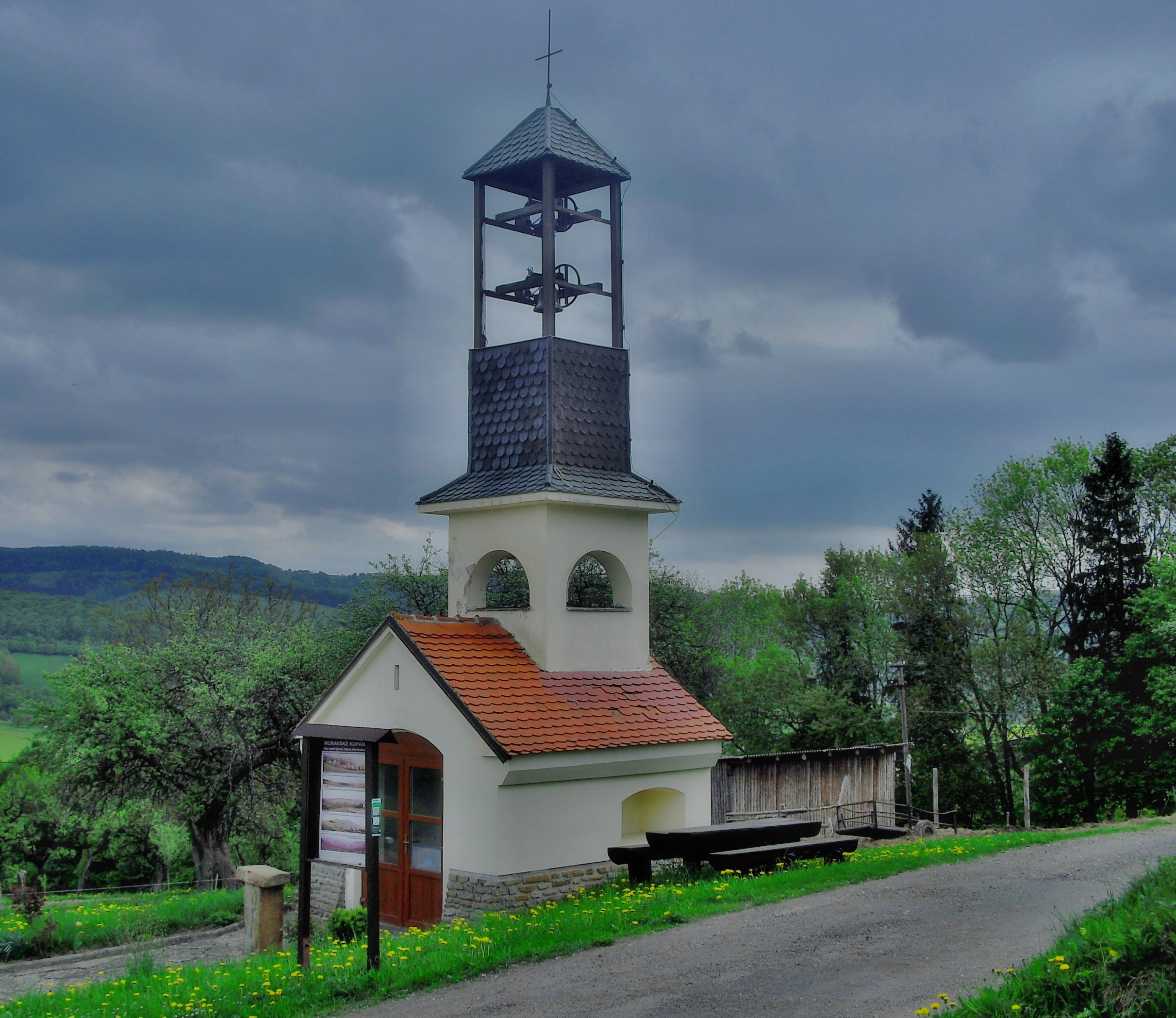
Kaple Panny Marie Bolestné
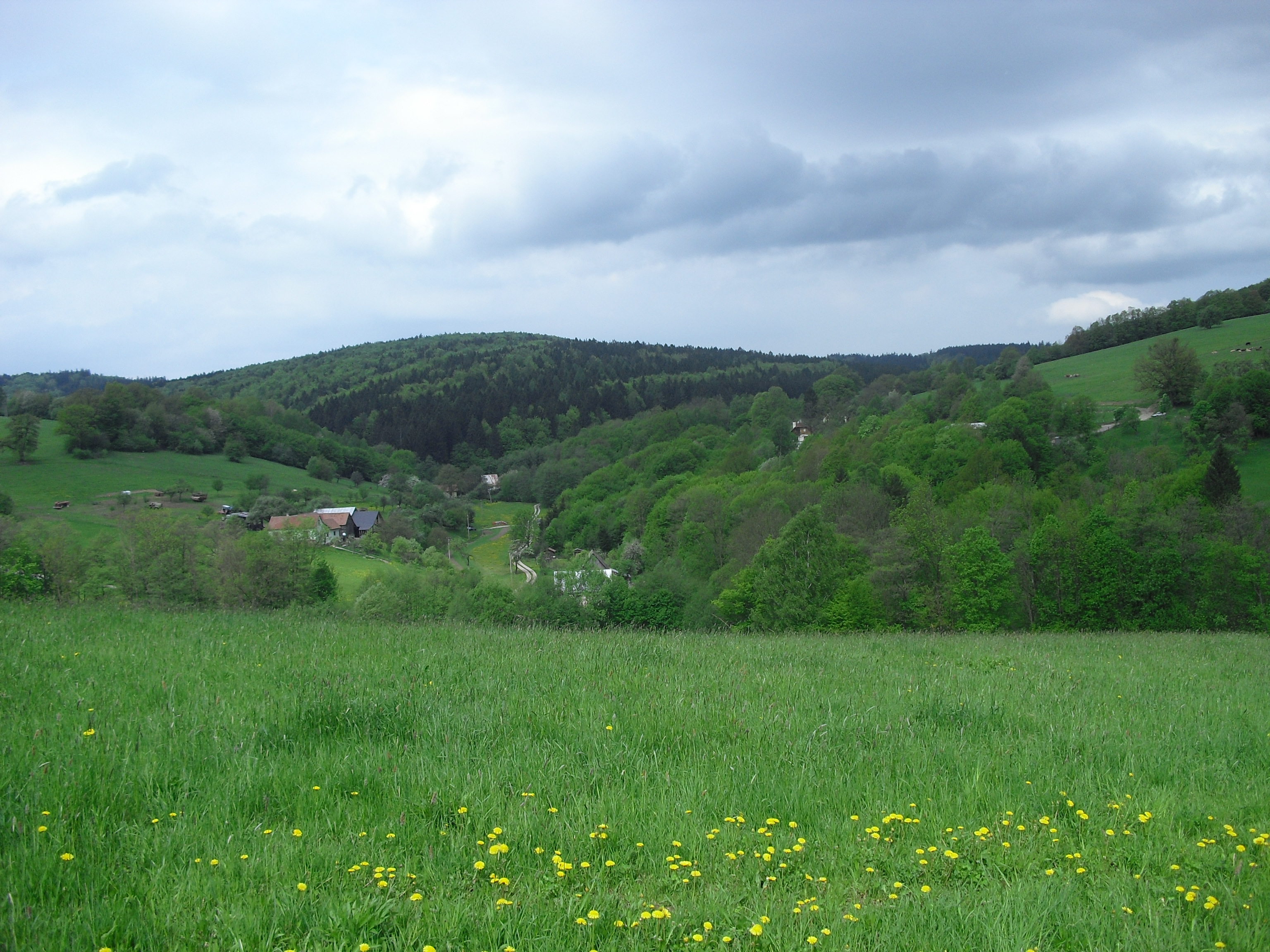
Část V Krátkých
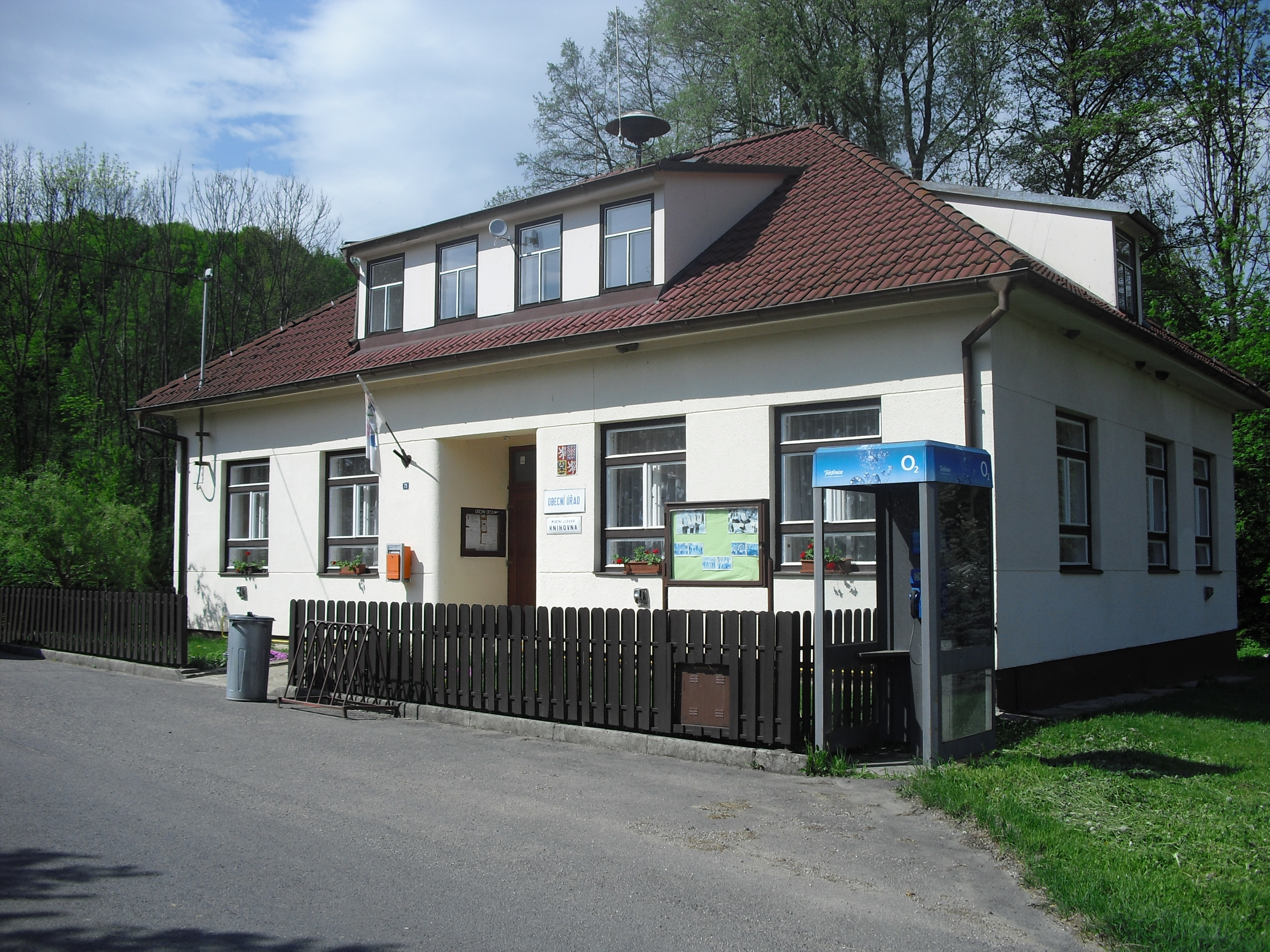
Obecní úřad

## Společenský život
Vápenice jsou pro svou polohu v horské přírodě vyhledávaným místem k odpočinku. Nachází se zde i několik sjezdovek.